# Xylotrechus quattuordecimmaculatus
Xylotrechus quattuordecimmaculatus là một loài bọ cánh cứng trong họ Cerambycidae.